# Festival dell'economia di Trento
Il Festival dell'economia di Trento è un festival nato nel 2006 dall'idea di mettere a confronto gli economisti con il grande pubblico: tradurre il loro linguaggio per renderlo comprensibile a tutti e, contemporaneamente, far capire qual è il modo di pensare degli economisti a persone che normalmente non hanno a che vedere con l'economia.

## Organizzazione
Il Festival si svolge annualmente a Trento dal suo esordio nel 2006. Fanno parte del comitato promotore la Provincia, il Comune e l'Università degli Studi di Trento; il comitato organizzatore è stato composto dalla case editrici Giuseppe Laterza & figli e dal il Sole 24 ore.
Tutti gli incontri della rassegna si tengono entro il centro storico della città, distanziati tra loro da pochi minuti di spostamento a piedi. Le sale adibite sono spesso quelle di antichi e pittoreschi palazzi della città, tra cui:
- Castello del Buonconsiglio, residenza dei principi vescovi dalla prima metà del Duecento al 1796
- Palazzo Geremia, suggestiva residenza rinascimentale
- Palazzo Roccabruna, cinquecentesco, oggi sede della Camera di commercio di Trento
- Palazzo Thun, edificio gotico-rinascimentale
- Palazzo Trentini, ricca residenza settecentesca
- Teatro Sociale

## Edizioni

### 2006 - Ricchezza e Povertà

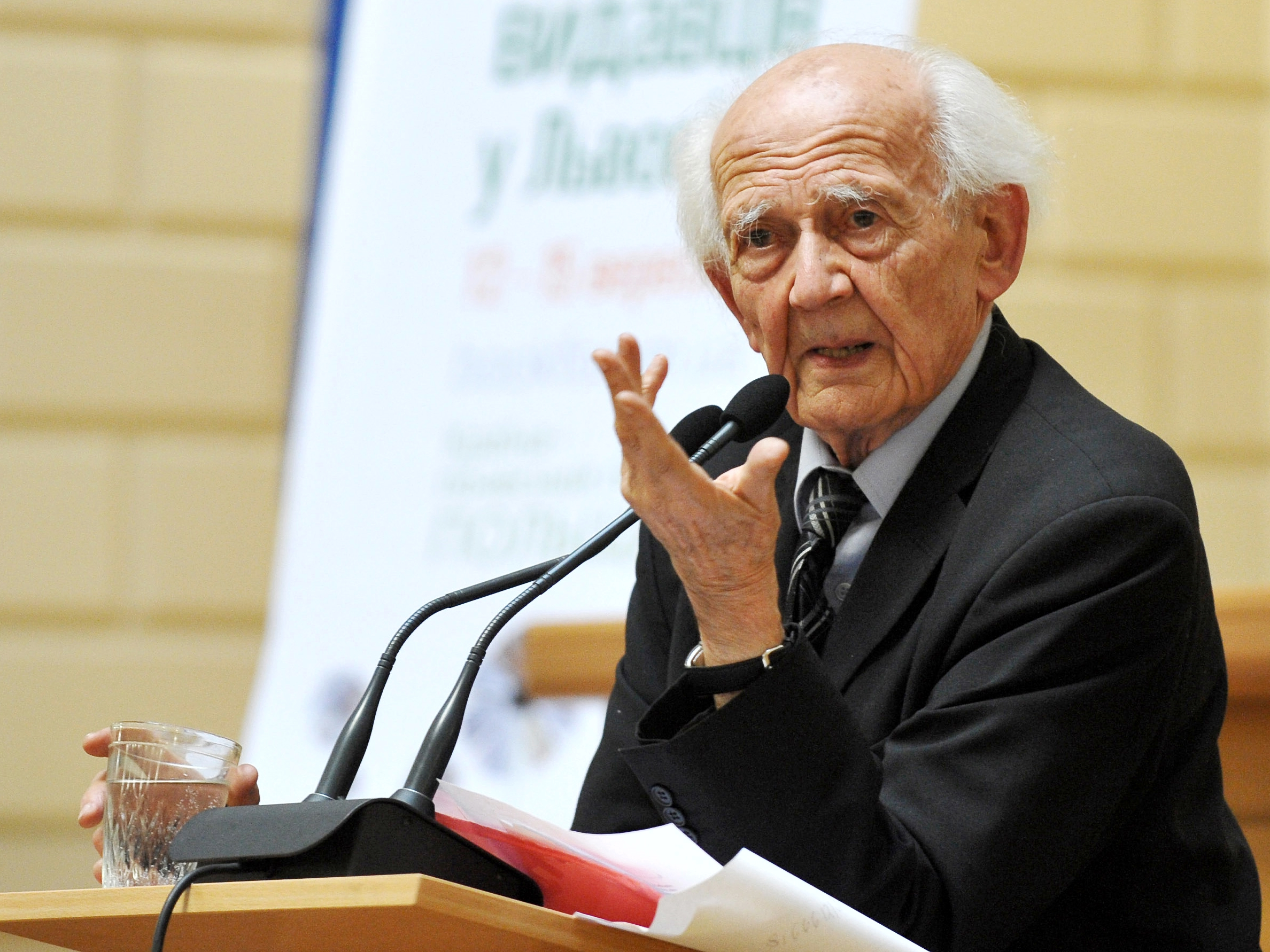
Zygmunt Bauman

Dal 1º al 4 giugno 2006 si è tenuta la prima edizione del Festival dell'Economia.
Ricchezza e Povertà sono stati i temi centrali della prima edizione del Festival, che si è interessato dei rapporti fra Nord e Sud del mondo, dei problemi posti dalla coesistenza sul pianeta di realtà così diverse in quanto a standard di vita, fra chi lotta tutti i giorni per la sopravvivenza e chi vive nell'opulenza.
Tra i maggiori nomi del pensiero economico hanno partecipato sir Anthony Barnes Atkinson, governatore del Nuffield College di Oxford; l'economista Fan Gang, direttore del National Economic Research Institute di Pechino, che ha illustrato lo sviluppo della superpotenza cinese. È intervenuto, inoltre, il politologo Ralf Dahrendorf, tedesco di nascita, ma inglese di adozione, mentre le riflessioni sulle dinamiche sociali sono state affidate al sociologo Zygmunt Bauman, professore emerito di sociologia nelle Università di Leeds e di Varsavia.

### 2007 - Capitale Umano, Capitale Sociale
Dal 30 maggio al 3 giugno 2007 si è tenuta la seconda edizione.
La seconda edizione del Festival dell'economia intitolata Capitale Umano, Capitale Sociale ha posto l'accento sul valore fondamentale della risorsa umana per la crescita economica di un Paese. Esperti mondiali, tra cui il premio Nobel Gary Becker, si sono confrontati con scienziati e politici sull'importanza delle competenze del lavoratore e del manager, ossia la loro istruzione e la loro formazione professionale, ma anche il loro "stato di salute" non solo dal punto di vista clinico.

### 2008 - Mercato e Democrazia
Dal 29 maggio al 2 giugno 2008 si è tenuta la terza edizione.
L'edizione è dedicata al tema Mercato e democrazia. I paesi che, anche recentemente, hanno adottato un sistema democratico, di pari passo hanno rivolto l'attenzione alle economie di mercato (ne sono un esempio i Paesi dell'ex Unione Sovietica). Ma, si chiede Tito Boeri, responsabile scientifico del Festival dell'Economia, “se non si vedono in giro democrazie senza mercati, si può dire il contrario? E soprattutto, quanto può resistere un sistema economico basato sul mercato senza una democrazia come sostegno?” L'esempio lampante è quello, da tutti visibile, della Cina.

### 2009 - Identità e crisi globale

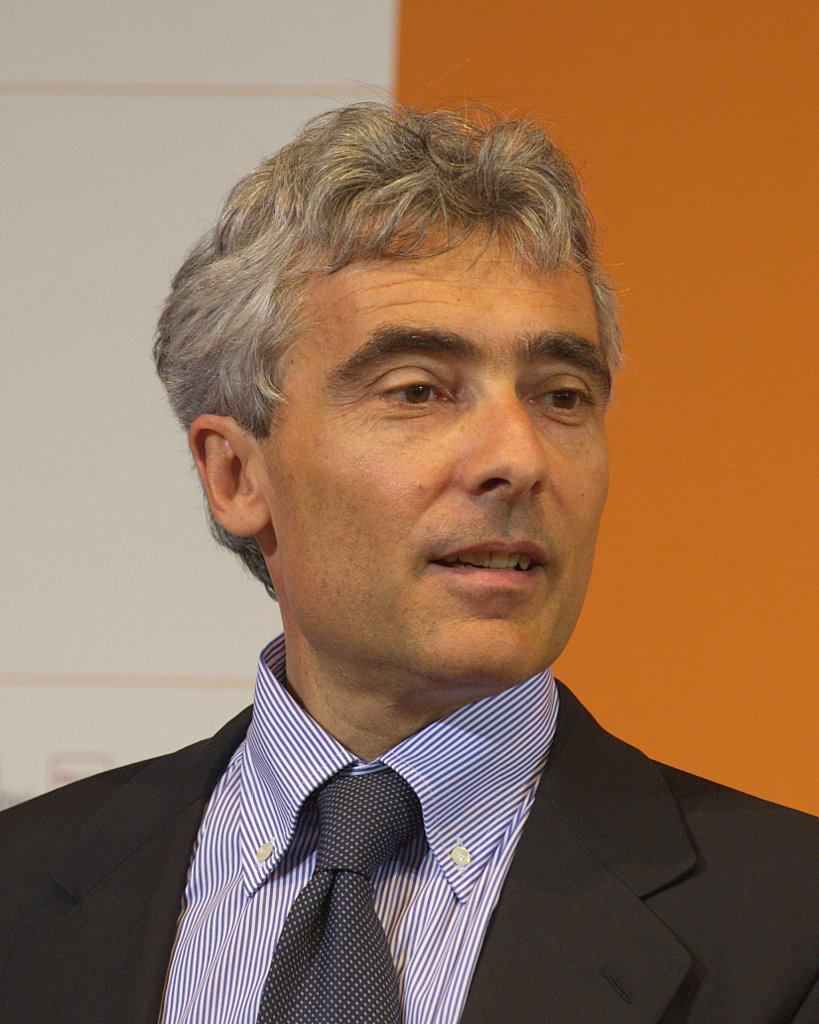
Tito Boeri al Festival dell'Economia 2009

### 2010 - Informazioni, scelte, sviluppo
Arrivato alla quinta edizione, il Festival dell'economia di Trento ha mantenuto un buon livello di interesse sui giornali. L'analisi temporale suggerisce l'esistenza di trend positivi su Repubblica e sul Sole-24Ore e di trend negativi sul Corriere della Sera e sulla Stampa. Le due testate hanno raggiunto il picco più alto nel 2007, quando si è discusso di capitale umano e capitale sociale. Il Sole tocca il picco nel 2009 con il Festival dedicato alla crisi economico-finanziaria e Repubblica quest'anno, con il tema dell'informazione. La presenza di politici di primo piano e la copertura mediatica. Roberto Saviano, l'autore di "Gomorra", ha chiuso la quinta edizione del Festival spiegando il funzionamento delle economie criminali e i loro intrecci con quella legale.

### 2015 - Mobilità sociale

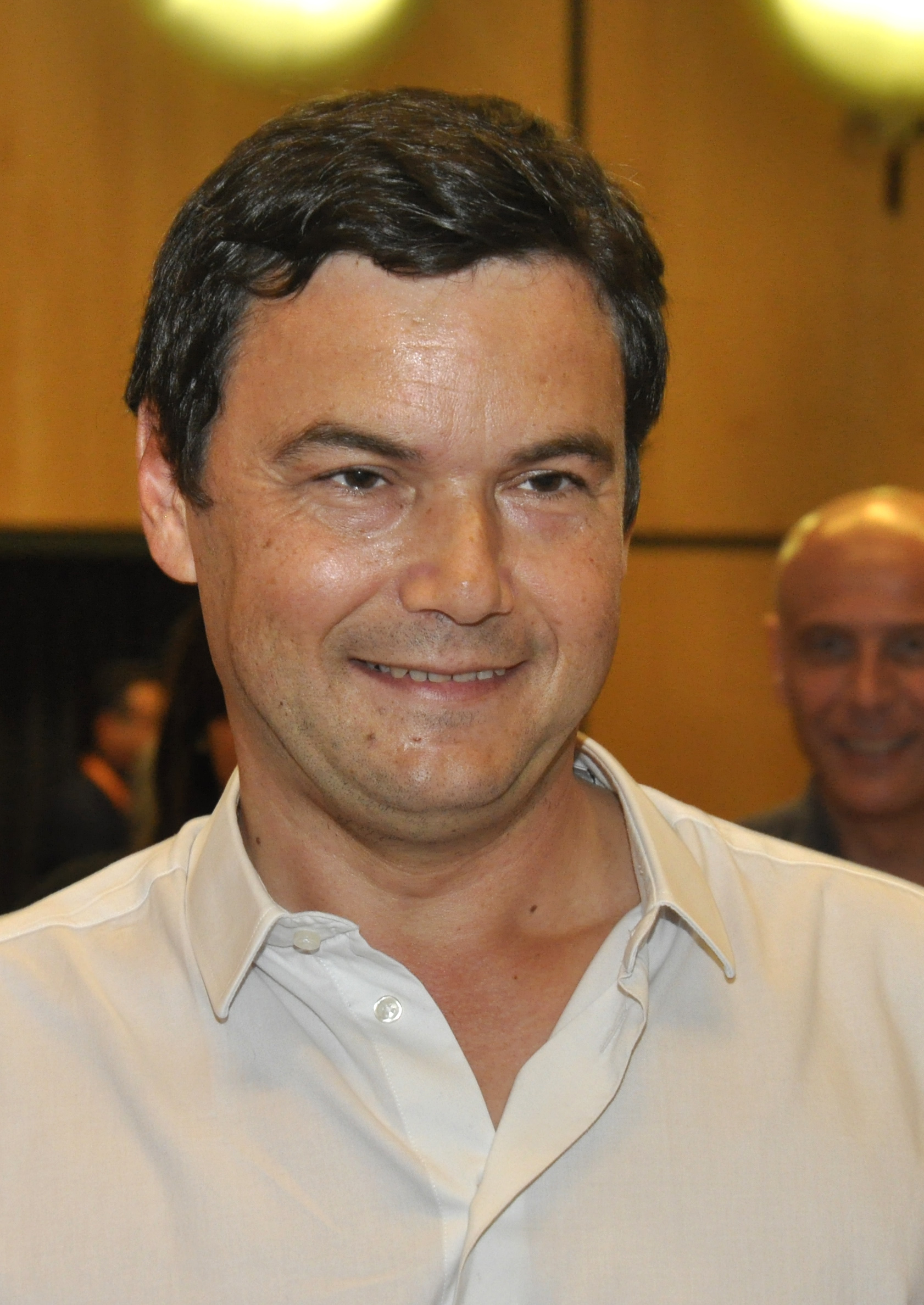
Thomas Piketty al Festival dell'Economia 2015.

La decima edizione del Festival si è svolta dal 29 maggio 2015 al 2 giugno 2015. Come nelle edizioni precedenti molti sono gli ospiti di grande rilievo. Per il secondo anno consecutivo Matteo Renzi, presidente del consiglio italiano, partecipa ad un incontro dal titolo "Italia, Francia e le riforme". Questa volta intervistato assieme a Manuel Valls, primo ministro francese, da Lilli Gruber.
Durante questa edizione si fanno un po' i conti di quello che è cambiato in 10 anni di festival. Da ricordare l'intervento di Federico Rampini che ripercorre le 10 edizioni del festival attraverso la sua vita dal trasferimento in California e poi quello in Cina, per tornare infine a New York.
Due i Premi Nobel che sono intervenuti: Joseph Stiglitz premiato nel 2001 e -in videoconferenza- Paul Krugman nel 2008.
Tra gli economisti di maggior rilievo presenti a questa edizione del Festival, occorre ricordare anche due celebri studiosi delle disuguaglianze economiche: il francese Thomas Piketty e l'inglese Anthony Barnes Atkinson.

### 2018 - Lavoro e tecnologia
La tredicesima edizione si è svolta dal 31 maggio al 3 giugno 2018. Il Festival approfondisce le sempre più dibattute tematiche su come la tecnologia incida sulla creazione o distruzione dei posti di lavoro, sulle relative conseguenze e su quali soluzioni è possibile adottare. Il direttore scientifico è Tito Boeri, ospiti dell'edizione sono Richard Baldwin, Susanna Camusso, Carlo Cottarelli, Elsa Fornero, Joel Mokyr, Evgeny Morozov, Federico Rampini, Gianni Toniolo.
Di particolare rilevanza la presenza di Carlo Cottarelli venerdì 1 giugno per la presentazione del proprio libro "I sette peccati capitali dell'economia italiana": incaricato il 28 maggio Presidente del Consiglio dei Ministri, accetta l'incarico con riserva a cui il 31 maggio segue la rinuncia per consentire la formazione di un governo politico per la cui formazione si erano create nel frattempo le condizioni.
Aspramente dibattuta è stata la presenza del finanziere George Soros e le sue parole sui rapporti fra il neo vicepremier Matteo Salvini e il presidente russo Vladimir Putin.

### 2019 - Globalizzazione, nazionalismo e rappresentanza
La quattordicesima edizione si è tenuta dal 30 maggio al 2 giugno 2019.

### 2020 - Ambiente e crescita
A causa della pandemia di COVID-19 la quindicesima edizione si è tenuta online dal 24 al 27 settembre 2020.

### 2021 - Il ritorno dello Stato
La sedicesima edizione si è svolta dal 3 al 6 giugno 2021, con il titolo Il ritorno dello Stato, imprese, comunità, istituzioni. L'evento è incentrato sulla pandemia, periodo in cui il settore pubblico è entrato con forza nella quotidianità dei cittadini. Tra i personaggi intervenuti vi sono Thomas Piketty, Ignazio Visco, Sabino Cassese, Luigi Zingales, i premi Nobel Joseph Stiglitz, Michael Kremer, Jean Tirole, Michael Spence e Paul Milgrom.

### 2022 - Dopo la pandemia, tra ordine e disordine
Nella diciassettesima edizione del festival, svoltasi dal 2 al 5 giugno 2022, sono state analizzate le conseguenze globali della pandemia e della guerra in campo economico, politico e sociale e le prospettive future in un mondo in cambiamento. L'organizzazione dell'evento è affidata a Il Sole 24 Ore. Sono presenti Luigi Ferraris, amministratore delegato FS italiane, Roberto D'Alimonte, Romano Prodi, Alberto Felice De Toni, Paolo Gentiloni, il premio Nobel Daniel McFadden, il presidente di Confindustria Carlo Bonomi.

### 2023 - Il futuro del futuro. Le sfide di un mondo nuovo.
La diciottesima edizione si è svolta dal 25 al 28 maggio 2023. L'edizione si è concentrata sull'attualità e sulle sfide future dell'umanità, trattando temi come la geopolitica, le nuove tecnologie, la sostenibilità e le disuguaglianze sociali. Tra gli ospiti ci sono Joseph Stiglitz, il cardinale Gianfranco Ravasi, presidente del Pontificio Consiglio della Cultura, Sir Alex Younger, ex direttore dell'MI6, gli economisti Leonardo Becchetti, Marina Brogi, Marco Buti e Stefano Zamagni, il presidente di Confindustria Carlo Bonomi e il presidente del Consiglio Meloni, in collegamento da remoto.